# Alfred Aichinger
Alfred Aichinger (* 17. Februar 1934 in Ried in der Riedmark; † 15. Oktober 2009) war ein österreichischer Sozialversicherungsangestellter und Politiker.

## Leben und Wirken
Aichinger ist gelernter Maschinenschlosser und besuchte nach der Lehre die Abendschule. Von 1955 bis 1991 arbeitete er bei der Pensionsversicherungsanstalt der Arbeiter in Linz. 
Seine politische Tätigkeit begann als Gemeinderat in Ried in der Riedmark 1961. Von 1973 bis 1996 war er dort Bürgermeister.
Aichinger war von 25. Oktober 1979 bis 21. Oktober 1982 Mitglied des Bundesrates (SPÖ) und von 1982 bis 1990 Abgeordneter zum Oberösterreichischen Landtag. Von 1987 bis 1997 war er Vizepräsident des Oberösterreichischen Gemeindebundes und Mitglied des Österreichischen Gemeindebundes.

## Auszeichnungen
- Großes Silbernes Ehrenzeichen für Verdienste um die Republik Österreich (1991)
- Silbernes Ehrenzeichen des Landes Oberösterreich (2001)
- Ehrenmitgliedschaft und Ehrenring des Oberösterreichischen Gemeindebundes